# ジャンルカ・パリュウカ
- ジャンルカ・パリューカ[1][2]

ジャンルカ・パリュウカ（Gianluca Pagliuca, 1966年12月18日 - ）は、イタリア・エミリア＝ロマーニャ州ボローニャ出身の元同国代表サッカー選手。ポジションはゴールキーパー。2020年にサミール・ハンダノヴィッチに並ばれるまで、セリエAのPKストップ数、単独最多記録保持者であった(24回)。

## クラブ経歴
子供の頃は、GKとしてだけでなく、FWとしてもプレーしていた。初めてサッカーを本格的に始めた、チェレトレーゼでは、主にMFやFWとしてプレー、GKをやることは殆ど無かった。しかし、12歳から13歳の頃から、GKとしてプレーするようになった。1982年にボローニャFCのユースへと移籍。
1986-87シーズン、UCサンプドリアのプリマベーラへと貸し出され、トルネオ・ディ・ヴィアレッジョに出場し、大会最優秀GKに選出された。その活躍により、サンプドリアがそのまま買い取り、移籍することとなった。1987-88シーズン、9月6日、コッパ・イタリアの試合でプロデビューを果たし、1988年5月8日、ピサとの対戦でセリエAの舞台にデビューした。以降、シーズン終盤ではあったが、スタメン起用され、初タイトルとなるコッパ・イタリアを獲得した。1990-91シーズン、5月5日、優勝を争っていた、インテルとの直接対対決では、ローター・マテウスのPKをストップし、勝ち点1獲得に成功するなど、クラブとして初のリーグ優勝に貢献した。翌1991-92シーズン、チャンピオンズカップ決勝の進出にも貢献、決勝のFCバルセロナ戦でも、いくつかの好セーブを見せたが、延長でロナルド・クーマンに直接FKを決められ、チームは0-1と破れた。その後も1993-94シーズンのコッパ・イタリアでは、ASローマ戦など、決勝までの対戦で5本のPKを止め、優勝に貢献した。
1994-95シーズンにゼンガとリカルド・フェッリのトレードで、インテルに移籍した。1994-95シーズンから1997-98シーズンまでの4シーズン連続でリーグ戦全試合出場を達成し、1997-98シーズンにはUEFAカップ優勝に貢献した。
1999年、新監督にマルチェロ・リッピの就任が決まると、ペルッツィの獲得が決まり、古巣のボローニャへと複帰、7シーズンプレーした。2006年9月17日のFCメッシーナ戦で通算出場記録を571とし、ディノ・ゾフの持つ当時のセリエAのゴールキーパー最多出場試合記録を更新した。
引退後は、スカイスポーツで解説者として働いていたが、コーチングライセンスを取得し、ボローニャユースのGKコーチを経て、プリマベーラのGKなどを務めている。

## 代表経歴
イタリア代表としてはワールドカップ・イタリア大会の代表に選出されるも、第3GKの立場で、出場は無かった。1991年6月16日のソビエト連邦戦で代表デビューを飾った。その後、アリゴ・サッキが代表監督に就任すると、ルカ・マルケジャーニと激しいポジション争いを繰り広げた。1994年のワールドカップ・アメリカ大会にレギュラーとして出場、ノルウェー戦ではペナルティエリア外に飛び出し、ハンドを犯して退場となった。出場停止明けても、正GKとして起用され、決勝に進出、決勝のブラジルのPK戦では、マルシオ・サントスのシュートをセーブしたが、及ばず、準優勝に終わった。しかし、大会後の1995年頃からは代表を外された。
さらに1998年のワールドカップ・フランス大会にも出場、大会数日前のペルッツィの怪我により、正ゴールキーパーとしてプレーした。決勝トーナメント1回戦のノルウェー戦では、キャリアの中で最高のセーブの一つに数えられる、トーレ・アンドレ・フローの決定機を阻止するセーブを見せた。準々決勝のフランス戦では延長PK戦でリザラスのPKを止めたが、チームは敗れた。
1988年、ソウル五輪、オーバーエイジ枠で、1996年のアトランタ五輪にも出場した。

## プレースタイル
1990年代イタリアを代表するゴールキーパー。抜群の反射神経を持ちハイボール処理に能力を発揮していた。また、的確なポジショニングによる一対一の対応、ディフェンダーへのコーチングも巧く、常に大声を張り上げチームを鼓舞した。

## その他
自信家で、1995-96シーズン頃のセリエAで自身が最高のGKであると豪語した一方、世界最高のGKはピーター・シュマイケル、好きなGKとしてイングランドのシーマンを挙げている。
1966年の12月、ボローニャの同じ病院の隣の部屋で、スキー選手となったアルベルト・トンバがパリュウカの数時間後に誕生、成人後には体格も似ていたことから、双子と呼ばれることもあった。

## 代表歴

### 出場大会
- イタリア代表
  - 1990 FIFAワールドカップ (3位)
  - 1994 FIFAワールドカップ (準優勝)
  - 1998 FIFAワールドカップ (ベスト8)

### 試合数
- 国際Aマッチ 39試合 0得点（1991年-1998年）[15]

| イタリア代表 | 国際Aマッチ | 国際Aマッチ |
| 年           | 出場        | 得点        |
| ------------ | ----------- | ----------- |
| 1991         | 3           | 0           |
| 1992         | 3           | 0           |
| 1993         | 8           | 0           |
| 1994         | 13          | 0           |
| 1995         | 3           | 0           |
| 1996         | 0           | 0           |
| 1997         | 3           | 0           |
| 1998         | 6           | 0           |
| 通算         | 39          | 0           |

## タイトル

### 個人賞
- グリエン・ドーロ : 1996-97, 2004-05

### クラブ
- UCサンプドリア
  - セリエA : 1 1990-91
  - コッパ・イタリア : 3 1987–88, 1988–89, 1993–94
  - スーペルコッパ・イタリアーナ : 1 1991
  - UEFAカップウィナーズカップ : 1 1990

- インテルナツィオナーレ・ミラノ
  - UEFAカップ : 1998

### 代表
- イタリア代表
  - FIFAワールドカップ : 準優勝 1994